# ハリソン・フィッシャー

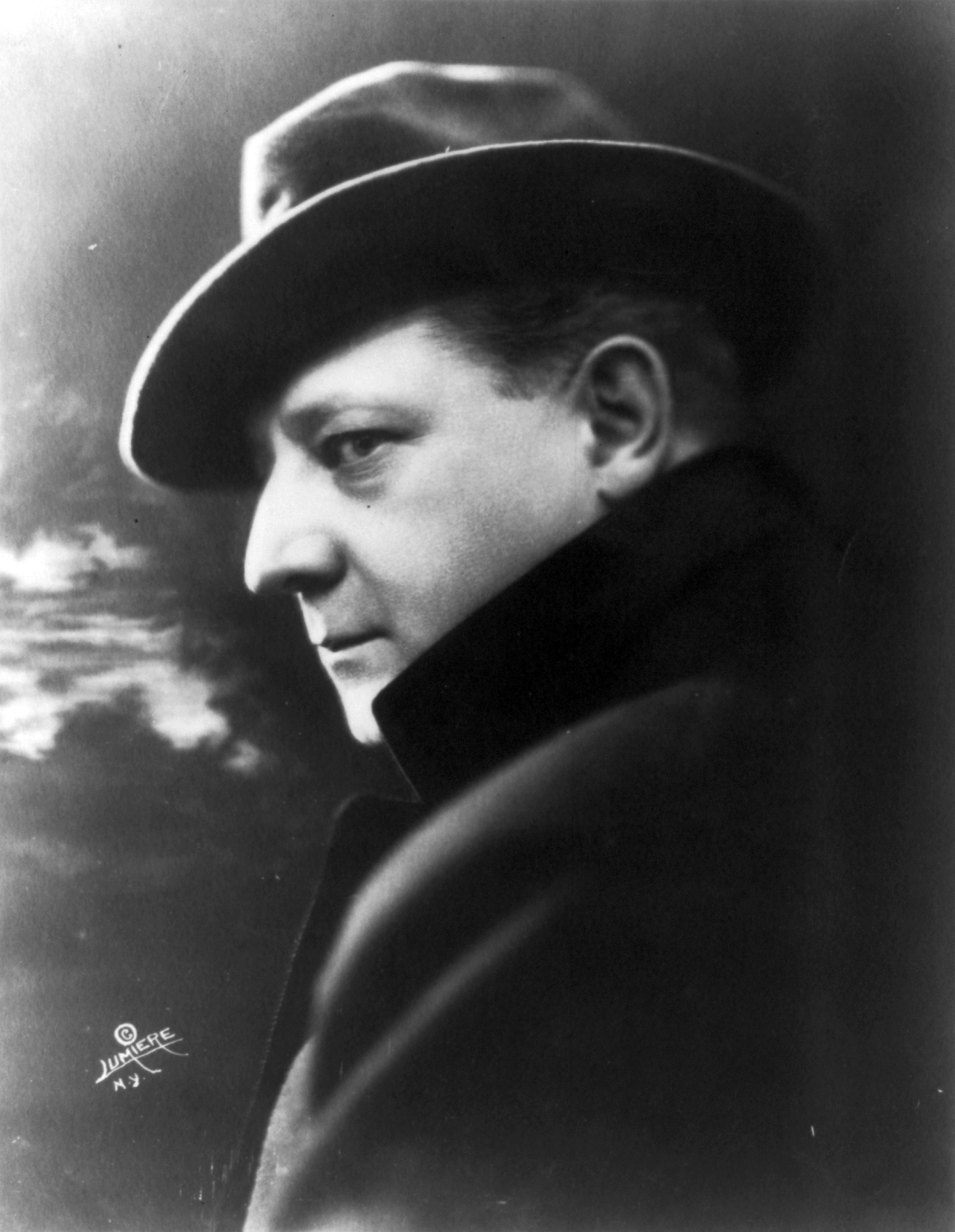
ハリソン・フィッシャー

ハリソン・フィッシャー（Harrison Fisher、1877年7月27日 - 1934年）は、アメリカ合衆国のイラストレーターである。彼の描く女性像は当時の商業美術界で人気があり、「千人の少女たちの父」（The Father of a Thousand Girls）の異名で知られた。

## 生涯
ハリソン・フィッシャーはニューヨーク市のブルックリン区で誕生した。彼の曽祖父、祖父、そして父は全員芸術家であり、フィッシャーも絵の天分に恵まれていた。彼は早くから絵画に興味を示し、風景画家だった父のフェリックス・フィッシャー（Felix Xiver Fisher）から絵の手ほどきを受けた。一家の転居に伴って、彼は21歳になるまでは殆どサンフランシスコで暮らし、当地の学校で絵画の勉強を続けた。ニューヨークに戻った後、彼は雑誌のイラストレーターとして、大いに成功を収めた。1900年代初期からフィッシャーが世を去る1934年までの間、彼のイラストが雑誌「コスモポリタン」の表紙を飾った。
第1次世界大戦の間、フィッシャーはアメリカ合衆国政府の作成するポスターのイラストを無償で引き受けることでその愛国心を発揮した。ある新聞記事では彼は専ら女性ばかりを描いていると嘆かれたが、それは商業的な需要からであった。
フィッシャーは生涯結婚しなかったが、彼の秘書を務めた女性、ケイト・クレメンス（Kate Clemens）が私生活でも伴侶となった。
なお、彼は本の挿絵も手がけている。

## ギャラリー

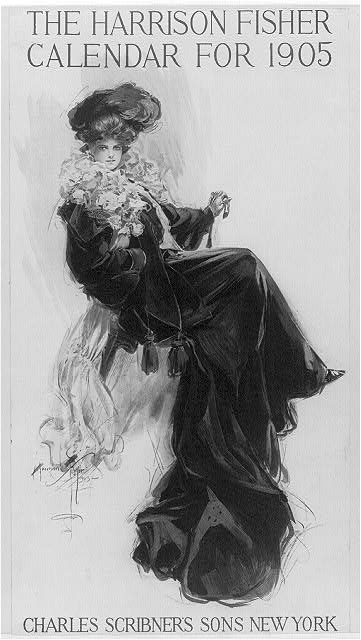
カレンダーの表紙、1905年
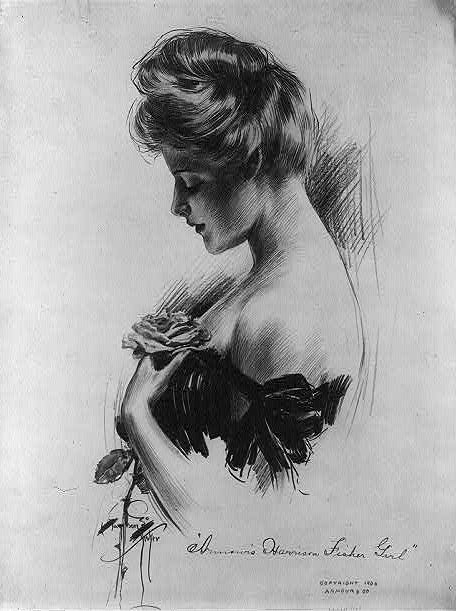
少女、1906年
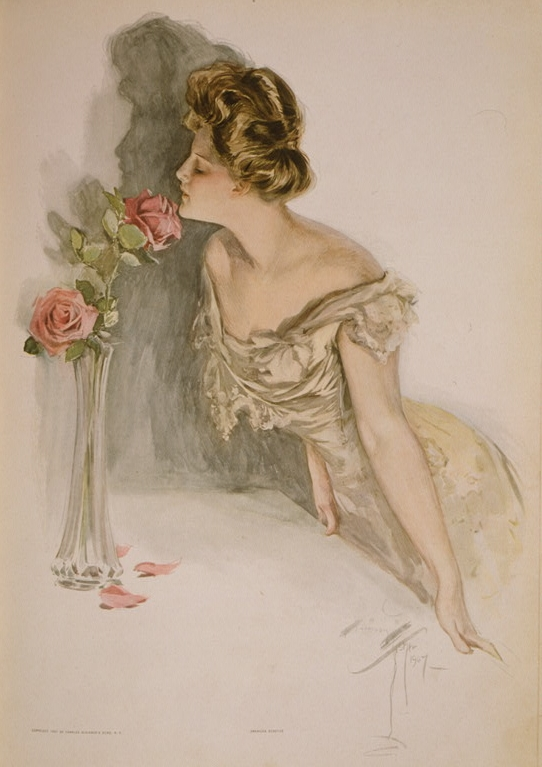
American Beauties、1907年
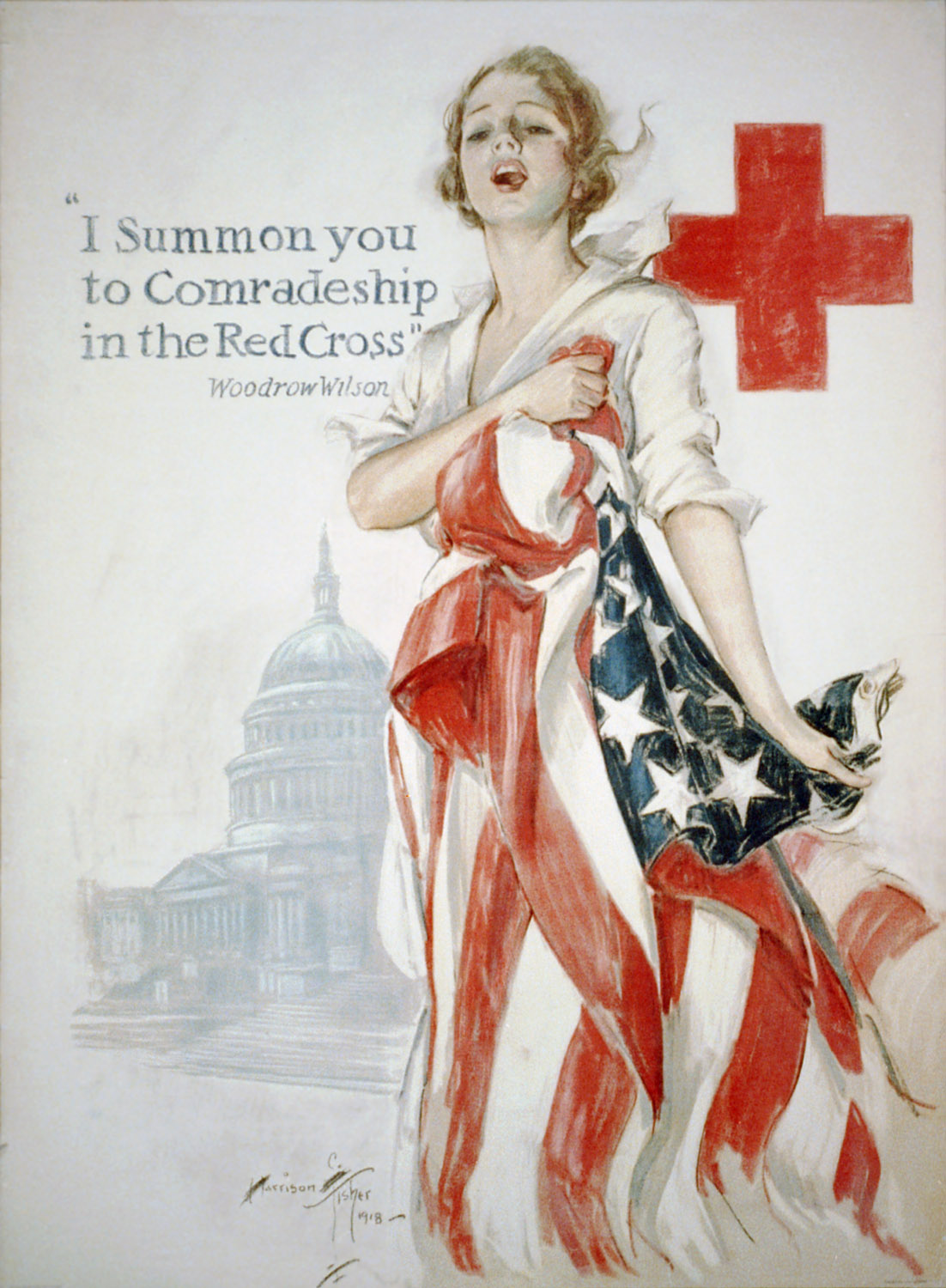
第1次世界大戦時のアメリカ赤十字ポスター